# Yeni Daşkənd
Yeni Daşkənd (ook Yeni Dashkend) is een dorp in Azerbeidzjan. Het ligt in het district Bərdə en telt 2586 inwoners.